# Västmanlands län
Koordinaten: 59° 44′ N, 16° 7′ O

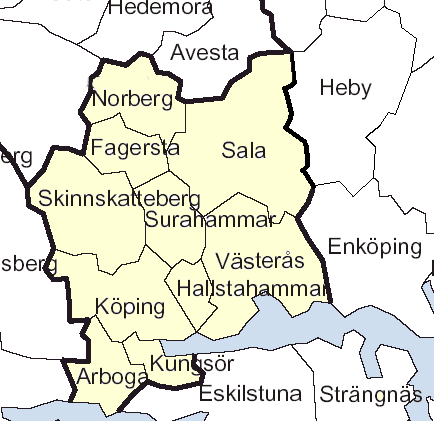
Gemeinden in Västmanlands län

Västmanlands län ist eine Provinz (län) in Schweden.

## Geographie
Das Territorium von Västmanlands län macht 1,5 % der Fläche des schwedischen Staatsgebietes aus.

## Bevölkerung
Der Anteil an der Gesamtbevölkerung Schwedens beträgt 2,7 %.

## Gemeinden und Orte

### Gemeinden
Västmanlands län besteht aus folgenden zehn Gemeinden (schwedisch: kommuner):
| Gemeinde        | Einwohner |
| --------------- | --------- |
| Arboga          | 013.980   |
| Fagersta        | 013.072   |
| Hallstahammar   | 016.653   |
| Köping          | 025.729   |
| Kungsör         | 008.694   |
| Norberg         | 005.452   |
| Sala            | 022.843   |
| Skinnskatteberg | 004.256   |
| Surahammar      | 09.845    |
| Västerås        | 160.634   |

(Stand: 31. Dezember 2024)

### Größte Orte
- Västerås (110.877)
- Köping (17.743)
- Sala (12.289)
- Fagersta (11.130)
- Hallstahammar (10.478)
- Arboga (10.330)

(Einwohner Stand 31. Dezember 2010)